# 小行星8147
小行星8147（8147 Colemanhawkins）是一颗绕太阳运转的小行星，为主小行星带小行星。该小行星于1984年9月28日发现。

## 轨道参数
小行星8147的轨道半长轴为2.6401603 UA，离心率为0.314。